# Zasada superpozycji
Zasada superpozycji jest to zasada spełniona dla układów/systemów liniowych, więc jeśli reakcja została spowodowana przez co najmniej dwie wielkości wejściowe, to wynikiem jest suma wielkości wyjściowych, które zostałyby wywołane przez każdą wielkość wejściową z osobna. Tak więc, jeśli wejście A daje odpowiedź X, a wejście B daje odpowiedź Y (A → X , B → Y), to wejście (A + B) daje odpowiedź (X + Y). Przykładem może być pole (siła), pochodzące od kilku źródeł. Jest wektorową sumą pól (sił), jakie wytwarza każde z tych źródeł. Spełniają ją w dość dużym zakresie pole elektromagnetyczne i pole grawitacyjne, a w konsekwencji siły pochodzące od nich, m.in. siła Coulomba.

## Zasada superpozycji w mechanice
Mówi ona, że w układzie liniowo sprężystym poddanym działaniu różnych obciążeń, ich skutki są sumą skutków wywołanych kolejnymi obciążeniami.

## Zasada superpozycji w obwodach elektrycznych
Zasada superpozycji w obwodach elektrycznych wyraża ich cechę addytywności:
Odpowiedź obwodu elektrycznego lub jego gałęzi na kilka wymuszeń (pobudzeń) równa się sumie odpowiedzi (reakcji) na każde wymuszenie z osobna.
Obwód elektryczny pracujący w stanie ustalonym zgodnie z zasadą superpozycji nazywamy liniowym.

## Zasada superpozycji dla fal
Wypadkowe zaburzenie w dowolnym punkcie obszaru, do którego docierają dwie fale tego samego rodzaju, jest sumą algebraiczną zaburzeń wywołanych w tym punkcie przez każdą falę z osobna. Obie fale opuszczają obszar superpozycji (czyli nakładania się) niezmienione.
Konsekwencją zasady superpozycji fal jest interferencja fal.

## Kontrprzykład
Natężenie światła pochodzącego od kilku źródeł nie spełnia zasady superpozycji, ponieważ jest proporcjonalne do kwadratu pola elektrycznego:
{\displaystyle I_{\mathrm {c} }=(E_{1}+E_{2})^{2}\neq I_{1}+I_{2}=E_{1}^{2}+E_{2}^{2},}
gdzie {\displaystyle I_{\mathrm {c} }} to całkowite natężenie światła, natomiast {\displaystyle I_{1}} {\displaystyle (I_{2})} jest natężeniem światła, a {\displaystyle E_{1}} {\displaystyle (E_{2})} natężeniem pola elektrycznego wytwarzanego przez źródło 1 (2).
Rozumowanie to dotyczy tylko dwóch wiązek światła spójnych ze sobą, ale o różnej polaryzacji. Większość źródeł emituje światło niespójne dla którego uśrednione w czasie natężenie pola elektrycznego jest równe 0. Dla takiego światła
{\displaystyle I_{\mathrm {c} }=I_{1}+I_{2},}
o czym można się przekonać włączając dwie takie same żarówki, zamiast jednej – natężenie światła zwiększa się wówczas dwukrotnie.

## Opis matematyczny
Niektóre wielkości fizyczne są opisane przez liniowe równania różniczkowe (np. dla pól elektromagnetycznych są to równania Maxwella i wynikające z niego równanie falowe), z czego wynika, że jak każde rozwiązanie liniowego równania różniczkowego muszą spełniać zasadę superpozycji.